# Otto Lehner
Otto Lehner (Gränichen, 20 de agosto de 1898 — 1977) foi um ciclista de estrada suíço. Competiu nos Jogos Olímpicos de Verão de 1924 em Paris, onde foi integrante da equipe suíça de ciclismo que terminou em quarto lugar no contrarrelógio por equipes. Terminou em décimo quarto no contrarrelógio individual.